# Clichê (canção)
"Clichê" é uma canção da cantora brasileira Ludmilla com a participação do cantor Felipe Araújo, composta por Jefferson Junior, Ludmilla e Umberto Tavares. O videoclipe foi lançado em 23 de novembro de 2018 na plataforma digital Vevo.

## Lista de faixas
- Download digital

1. "Clichê" - 3:10[2]

## Desempenho nas tabelas musicais
| Parada (2018/2019)           | Melhor posição |
| ---------------------------- | -------------- |
| Brasil (Top 100 Brasil)      | 38             |
| Brasil (Top 10 Pop Nacional) | 2              |